# I quaderni del fumetto
I quaderni del fumetto è stata una serie a fumetti pubblicata in Italia dalla Fratelli Spada negli anni settanta.

## Storia editoriale
La collana esordì nel 1973 pubblicando alternativamente, in formato quadrato, numeri dedicati a serie americane classiche con altre già pubblicate sulla rivista Il Vittorioso oltre a qualche riduzione a fumetti di romanzi classici; in appendice era presente un apparato redazionale sugli autori e sui fumetti.

## Elenco
1. Il castello degli spiriti di Sebastiano Craveri
2. Procopio di Lino Landolfi
3. Romano il legionario di Kurt Caesar
4. Il corsaro del mediterraneo di Dino Battaglia
5. L'uomo mascherato di Lee Falk e Sy Barry
6. Dakota Jim di Franco Caprioli
7. Mandrake di Lee Falk e Fredericks
8. Cisco Kid di Jose Luis Salinas
9. L'uomo mascherato di Lee Falk e Sy Barry
10. Big Ben Bolt di John Cullen Murphy
11. Mandrake di Lee Falk & Fredericks
12. L'uomo mascherato di Lee Falk e Sy Barry
13. Cisco Kid di Jose Luis Salinas
14. Mandrake di Lee Falk & Fredericks
15. Dick il cannoniere di Jose Luis Salinas
16. Agente segreto X-9 di Al Williamson
17. Rip Kirby di John Prentice
18. L'uomo mascherato di Lee Falk e Sy Barry
19. Mandrake di Lee Falk & Fredericks
20. Moby Dick la balena bianca di Franco Caprioli
21. L'uomo mascherato di Lee Falk e Sy Barry
22. La freccia nera di Antonio Sciotti
23. Big Ben Bolt di John Cullen Murphy
24. Johnny Hazard di Frank Robbins + L'uomo mascherato di Lee Falk e Sy Barry
25. I trappers dell'Arkansas di Santi d'Amico